# Бременские музыканты
Бременские музыканты е руски музикален анимационен филм от 1969 г., музикална фантазия по едноименната приказка на Братя Грим, станала популярна в Русия благодарение на музиката, написана от Генадий Гладков с елементи на рокендрол. Паралелно с пускането на карикатурата беше пусната версия на грамофонни плочи, чийто общ тираж достигна 28 милиона за две години.
Впоследствие излизат две продължения под заглавията „По стъпките на бременските музиканти“ (2011).
Олег Анофриев озвучи и изпя песните на почти всички анимационни герои, с изключение на принцесата и магарето.

## Сюжет
Трубадурът, заедно със своите скитащи музиканти, магаре, куче, котка и петел, идват в кралството, за да се ожени за трубадура за принцесата. Но царят ги изгони и те продължиха. След това, през целия анимационен филм, те успяват да изгонят разбойниците, да спасят краля, а трубадурът се жени за принцесата. Всичко завършва с това, че трубадурът, заедно с принцесата, магарето, кучето, котката и петела, напускат кралството и тръгват на пътешествие.

## Създатели
- Сценаристи: Василий Ливанов, Юрий Ентин
- Режисьор: Инеса Ковалевская
- Художник на продукцията: Макс Жеребчевски
- Асистент на художника: Светлана Скребнева
- Композитор: Генадий Гладков
- Стихове: Юрий Ентин
- Звукоинженер: Виктор Бабушкин
- Оператор: Елена Петрова
- Асистенти: Е. Новоселская, Светлана Кощеева, Татяна Мититело
- Редактор: Аркадий Снесарев
- Редактор: Елена Тертичная
- Художници на анимацията: Олег Сафронов, Елвира Маслова, Виолета Колесникова, Виталий Бобров, Александър Давидов, Леонид Носирев, Анатолий Петров, Виктор Шевков, Татяна Померанцева, Анатолий Солин, Галина Баринова, Игор Подгорски, Яна Волская, Марина Восканянц
- Художници: Сергей Маракасов, Ирина Светлица
- Режисьор на картината: А. Зорина

## Актьорски състав
- Пея:
  - Елмира Жерздева - Принцеса
  - Олег Анофриев - Трубадур / Атаманша / разбойници / охрана / Цар / страж с оръдие
  - Анатолий Горохов и вокален ансамбъл - Петел / Котка / Магаре / Куче / разбойници / охрана

Във анимационен филм не се казва нито една дума а само песни

## Песни
- Песен на приятели (в изпълнение на главни герои)
- Дует на принцеса и трубадур (в изпълнение на бременските музиканти)
- Песен на разбойниците (в изпълнение на разбойници)
- Песен на охрана (в изпълнение на охрана)
- А както знаете, ние сме горещ народ (в изпълнение на бременските музиканти)
- Песен на трубадур (в изпълнение на трубадур)
- Финална песен на приятели (в изпълнение на бременските музиканти)